# Mass Effect (jogo eletrônico)
Mass Effect é um RPG eletrônico desenvolvido pela BioWare exclusivamente para o Xbox 360. o jogo foi lançado mundialmente em 20 de novembro de 2007 e foi publicado pela Xbox Game Studios. Já a versão para Windows foi lançada em Maio de 2008, e publicada pela Electronic Arts.
O jogo se passa no ano de 2183. O jogador assume o controle de um soldado de elite chamado Shepard, que é mandado em missões de exploração pela galáxia em uma nave espacial, chamada Normandy. O título Mass Effect faz referência a uma tecnologia presente no jogo, que permite a viagem em uma velocidade mais rápida que a luz.
Mass Effect foi um dos jogos mais aclamados de 2007, recebendo diversos prêmios. O jogo recebeu uma análise média de 91.15% segundo o site Game Rankings, e 91 segundo o Metacritic.

## Jogabilidade

### Criação de personagens
Apesar de a maioria das fotos e artes conceituais de Mass Effect mostrarem a versão masculina "padrão" de Commander Shepard, é possível customizar inteiramente a aparência, gênero, habilidades e até o passado militar do seu ou sua personagem.
O jogo inclui seis tipos diferentes de classes. Cada classe contêm diversos "talentos", e cada um deles pode ser melhorado; a cada melhora dos talentos, o personagem pode ganhar stats (mais vida, stamina, etc), desbloquear novas habilidades (melhorar o talento com a Shotgun desbloqueia a habilidade "Carnage", por exemplo, que permite o jogador atirar uma explosão concentrada com a Shotgun), ou desbloquear outros talentos qualquer. Cada classe possui um talento único; os personagens também podem ter talentos ligados ao seu histórico militar. Personagens que chegam ao nível 20 desbloqueiam uma missão secundária na Luna (lua da Terra), no Sistema Solar.
Quantos os personagem são criados pela primeira vez, seis classes são disponibilizadas: Soldier(Soldado), Engineer(Engenheiro), Adept(Adepto), Infiltrator(Infiltrador), Sentinel(Sentinela) e Vanguard(Vanguarda). Soldiers são mais habilidosos com armas, Engineers usam mais omni-tool e habilidades tecnologias, e Adepts são melhores com poderes bióticos. As outras três classes são combinações dos três: Infiltrators são uma combinação de soldado com engenheiro, Sentinels são uma combinação de Engineers e Adepts, e Vanguards uma combinação de Soldiers e Adepts. Apesar de as combinações não focarem em uma só classe(elas combinam metade de um poder de uma classe e com metade do poder de outra), elas são versáteis, e oferecem oportunidades únicas na jogabilidade.
Os jogadores também tem controle sobre a história dos personagens. Eles podem escolher entre "spacer" (nascido e crescido no espaço), um "colonist" (nascido em uma das colônias da Terra fora do Sistema Solar), ou "Earth-born" (nascido nas ruas de uma cidade do planeta Terra). Os jogadores escolhem também se o personagem foi um único sobrevivente de uma batalha terrível, um herói de uma guerra, ou um soldado implacável. Esses históricos tem pouco efeito sobre o jogo, apesar de muitos personagens fazerem referências à história de Shepard. A história do personagem também pode definir se uma missão secundária está disponível ou não. A história do personagem não influencia diretamente as escolhes de diálogo do jogador, exceto em alguns poucos momentos.

### Diálogos e sistema de moral
Títulos mais antigos da BioWare como Star Wars: Knights of the Old Republic e Jade Empire adotaram um sistema de conversação onde o jogador escolhe uma entre diversas opções de diálogo para responder a um NPC após ele acabar de falar. Mass Effect tem um sistema em que as opções são mostradas não como Shepard realmente irá falar, mas como um tom geral de como ele falará (por exemplo: se o jogador escolha a opção "Você se preocupa demais", Shepard pode falar, na verdade, "Você sempre espera o pior").
Um menu de formato arredondado dividido entre seis seções iguais é mostrado na parte inferior da tela quando uma conversa é iniciada. Cada seção é intitulada com uma breve descrição da intenção da fala, geralmente uma pequena frase como "O que está acontecendo?". A resposta é escolhida selecionando com o analógico no PlayStation 3 e no Xbox 360, ou o Mouse, na versão de Windows, e pressionando algum botão. O menu é organizado de uma maneira em que cada seção é assinalada com uma inclinação moral (como bondade, agressividade, etc). A BioWare adotou esse sistema com a intenção de deixar o jogo mais cinematográfico, deixando para trás a necessidade de ler grandes e cansativas declarações dos personagens.
Diálogos são o centro do sistema de moral do jogo. As missões secundárias e a quantidade de escolhas que o jogador tem durante o jogo são afetadas pela moral do personagem. Ao contrário dos títulos anteriores da BioWare, a ênfase não é dada no nível de bondade/maldade, mas sim nas escolhas individuais do jogador. O Diretor do jogo, Casey Hudson, declarou: "o estilo de jogar [do jogador] durante o jogo resultará em diferentes finais que determinam o destino da humanidade", afetando não apenas esse jogo, mas também suas sequências. A moral do personagem será determinada quase 100% pelos diálogos.

### Armas e equipamentos
Mass Effect disponibiliza quatro classes de armas de fogo convencionais, como pistolas, shotguns, fuzis de assalto e granadas, junto a uma variedade de upgrades de armas e armaduras. O jogador pode pausar o jogo a qualquer momento e mudar os equipamentos usados pelos membros do esquadrão. Esse é um dos maiores aspectos estratégicos da jogabilidade, já que escolher corretamente os equipamentos pode diferenciar entre uma vitória e uma derrota. Itens equipados são visíveis nos personagens; as armaduras tem aparências diferentes, e todas as armas se dobram em versões compactas e armazenadas nas costas deles.
A munição é ilimitada; não é necessário recarregar, porém as armas produzem calor a cada tiro, e podem superaquecer, forçando o jogador a não atirar enquanto a arma não estiver suficientemente fria. No jogo, a razão disso é que as armas são carregadas com "blocos" de munição material, e cada projétil atirado é arrancado desse suprimento central de munição. Os projéteis são descrito como sendo do tamanho de um grão de areia, e são lançados por uma tecnologia de aceleração de massa em velocidades extremamente rápidas. Atirar com uma arma continuamente, ou usar uma arma que o personagem não é treinado com, resultará em baixa precisão, representada pela expansão do círculo que representa a mira. Quanto mais Talent Points são gastos com um tipo de arma, maior será a precisão e o dano dela.
Os personagens vestem roupas pesadas de duas camadas, que servem para combate e como roupas de atividade extraveicular. Existem três classificões de roupas: armadura leve, média, e pesada. Essas roupas providenciam quantidade ilimitada de oxigênio, assim como protegem temporariamente de muitos riscos planetários, como calor e radiação. Roupas mais pesadas são vulneráveis a menos riscos, mas faz com que os personagens se movam devagar. As roupas também vem equipadas com barreiras cinéticas, que também agem como escudos contra tiros. Com exceção de Liara, que pode usar armaduras humanas, cada personagem não-humano requere um tipo de armadura diferente, correspondente a sua raça. Personagens bióticos também podem fazer upgrades em suas omni-tools para gerar bônus ao seus ataques ou reduzir seus períodos de cooldown.
Os equipamentos encontrados pelo jogador geralmente são mais fortes em stats, mas também tem custo maior para aumentar o nível, denotado pela marcação de classe de I a X. Armaduras e armas com classes maiores também tem mais upgrade slots. Upgrades encontrados durante o jogo podem ter quatro categorias: upgrade de armas, upgrade de armaduras, upgrade de munição e upgrade de granada. Upgrades de arma e armadura adicionam certos stats no item, como precisão ou escudo, enquanto upgrades de armadura e granada aumentam coisas como dano de fogo.

## Enredo
Predefinição:Cronologia Mass Effect
A saga começa em 2183, após a humanidade ter descoberto um fenômeno físico e espacial que permite viajar a longas distâncias pela galáxia. Este fenômeno foi denominado de Mass Effect e assim nasceram os Mass Relays, capazes de fazer esta ponte de passagem para naves, o que levou a humanidade a se deparar com outras raças pelo cosmo.O jogador assume o papel de Shepard (Primeiro Oficial do Capitão Anderson na nave Estelar Normandy - pertencente a Aliança Terrestre: Organização que responde por toda a humanidade em assuntos interplanetários).
Shepard é designado para uma missão onde precisa encontrar um dispositivo proteano milenar em uma colônia humana: Primeiro Eden (Eden Prime), que pode ser a chave para o desenvolvimento de novas tecnologias. Ele é supervisionado por um turiano chamado Nihlus (um agente dos Espectros), para mais tarde fazer parte do mesmo.Com um pequeno time, Shepard acaba em uma situação tensa em Primeiro Eden, depois que Nihlus é abatido por outro Espectro turiano, Saren, que tem seus próprios objetivos em relação ao artefato. A traição do agente acaba criando uma crise diplomática. O Conselho entra em choque a Aliança Terrestre e, em especial, com o protagonista, que precisa encontrar provas para fundamentar as acusações. Além de descobrir o que há por trás das intenções de Saren e quais segredos o item alienígena guarda. Shepard deve se relacionar com vários indivíduos - alguns que se juntarão a ele em sua jornada - e explorar vários planetas à procura de pistas.

## Temas
A história de Mass Effect recai principalmente dentro do gênero space opera e explora temas como a liberdade de pensamento, a colonização espacial, intolerância (de alienígenas para os seres humanos, e vice-versa), vigilantismo, e inteligência artificial. A história, com os seus elementos de humanos-vs-máquinas, tem atraído comparações com os romances da séries Berserker de Fred Saberhagen e Battlestar Galactica, bem como aos romances da série Gateway de Frederik Pohl. De acordo com Casey Hudson, diretor de projetos da BioWare, os filmes Aliens, Blade Runner, Star Wars, Star Trek II: The Wrath of Khan, Final Fantasy: The Spirits Within e Starship Troopers foram algumas das influências usadas no jogo.